# Хансен, Бент (экономист)
Бент Хансен (дат. Bent Hansen; 1 августа 1920, Хвейсель, Дания — 15 апреля 2002, Александрия, Египет) — шведский и американский экономист датского происхождения.

## Биография
Родился в Дании. В 1938 году поступил в Копенгагенский университет, изучал экономику. После того как Дания была оккупирована нацистами, на лодке бежал в Швецию.
В 1946 году получив степень бакалавра в Копенгагенском университете и стипендию для исследовательской работы за рубежом, отправился в Уппсальский университет, где через год стал преподавателем, а в 1951 году защитил докторскую диссертацию по теории инфляции под руководством Эрика Линдаля. В 1951 году по теме своей диссертации им была опубликована первая книга «A study in the theory of inflation», сделавшая ему имя как учёному.
С 1955 по 1962 год возглавлял Национальный институт экономических исследований в Стокгольме.
В 1961 году распался его первый брак, в котором он состоял с 1942 года, имел 2 дочерей и сына. В 1962 году, читая лекции в Каире, Хансен познакомился с египетской женщиной, вступил с ней в брак и переехал в Каир, заняв должность советника Института планирования от ОЭСР. Новой сферой его научных интересов стала экономика развития.
После трёх лет работы в Египте, а затем кратковременного преподавания Стокгольмском университете, он отправился в США. С 1966 по 1998 год был профессором в Калифорнийском университете в Беркли, с 1977 по 1985 год возглавлял экономический факультет.
Умер в Александрии в семье второй жены после продолжительной болезни.

## Научный вклад
В книге «A study in the theory of inflation» определил два типа инфляции — подавленную (repressed) и явную (open).

## Основные произведения
- Вent Hansen A study in the theory of inflation, London, 1951.
- Вent Hansen Economic Theory of Fiscal Policy, London, 1958.
- Вent Hansen, Girgis A. Marzouk Development and economic policy in the UAR, 1965.